# Relaciones Catar-Marruecos
El Reino de Marruecos y el Estado de Catar establecieron relaciones diplomáticas en 1972. Existe una cooperación económica sustancial entre los dos países, siendo Catar uno de los mayores inversores extranjeros en Marruecos. En 2011 se estableció una empresa conjunta de $ 2 mil millones entre el fondo de riqueza soberana de Catar y Marruecos.
Políticamente, Catar apoya los reclamos marroquíes sobre el Sahara Occidental, aunque las relaciones políticas históricamente han sido esporádicas debido a las relaciones cordiales de Catar con Argelia y los prejuicios percibidos perpetuados por su corporación de noticias global, Al Jazeera. Durante la crisis diplomática de Catar de 2017, Marruecos se ofreció a mediar en la disputa, e incluso envió ayuda humanitaria a Catar, quien se le había prohibido utilizar las rutas terrestres, aéreas y marítimas pertenecientes a varios de sus países vecinos.

## Visitas diplomáticas
El rey Mohammed VI de Marruecos, quien asumió el poder en 1999, realizó su primera visita oficial a Catar en junio de 2002.
El emir Hamad bin Jalifa Al Thani hizo su primera visita a Marruecos en octubre de 2002. En julio de 2005 viajó a Marruecos para una visita oficial de dos días.

## Cooperación diplomática

### Sahara Occidental
Catar ha confirmado su apoyo a Marruecos sobre el Sáhara Occidental, sin embargo, su apoyo es esporádico e inestable debido a las noticias sesgadas por Al Jazeera y sus entrevistas con varios disidentes saharauis que se oponen al gobierno marroquí. Sin embargo, con la crisis de Catar ocurrida en 2017, Al Jazeera ha cambiado a una postura más pro-marroquí, en línea con el Gobierno de Catar.

### Política
Después de que Hamad bin Jalifa Al Thani depusiera con éxito a su padre Jalifa bin Hamad al Thani en 1995, Hasán II no lo reconoció inmediatamente. Catar tuvo relaciones inciertas con Marruecos en los años posteriores a la sucesión de Hamad, principalmente debido a lasrelaciones existentes entre Catar y Argelia, y la cobertura desfavorable de Al Jazeera sobre Marruecos.
En junio de 2000, Marruecos retiró a su embajador en Doha en respuesta a que Catar votó por Alemania en lugar de Marruecos en la selección del anfitrión de la Copa Mundial de Fútbol de 2006. Los dos países acordaron reanudar relaciones diplomáticas normales en octubre de 2000. No obstante, las relaciones continuaron experimentando altibajos. Rabat no recibió bien la compra de Catar de armas británicas para Argelia, y los medios marroquíes criticaron a Al Jazeera, con sede en Catar, por producir programas que fueron considerados como "antimarroquíes".

#### Crisis diplomática de Catar de 2017
El 5 de junio de 2017, varios estados encabezados por Arabia Saudita cortaron los lazos con Catar. Marruecos declaró que se mantendría neutral en la crisis y el 11 de junio propuso una oferta para la mediación de la disputa. El 13 de junio, Marruecos declaró que enviaría ayuda alimentaria a Catar en medio de su aislamiento de las rutas marítimas, aéreas y terrestres pertenecientes a los países bloqueadores. El Ministerio de Asuntos Exteriores de Marruecos afirmó que la ayuda alimentaria se envió de acuerdo con el espíritu del mes sagrado del Ramadán.
Aunque el gobierno marroquí ha mantenido una postura neutral, el principal partido de Marruecos, el Partido de la Justicia y el Desarrollo, proclamó su apoyo a Catar en la disputa.
Disgustados con la neutralidad de Marruecos, algunos medios de comunicación de Arabia Saudí y Emiratos Árabes Unidos, dos de los países bloqueadores, han tocado el tema de la independencia del Sahara Occidental en un intento de influir en Marruecos para que apoye el boicot a Catar.

### Ayuda extranjera
En diciembre de 2013, Catar prometió 1250 millones de dólares a Marruecos como ayuda extranjera. La ayuda es parte de un paquete de cinco años organizado por cuatro miembros del CCG para proporcionar $ 5 mil millones de ayuda a Marruecos, en un intento por reforzar su seguridad política.

### Economía
En noviembre de 2011 se creó un fondo de empresa conjunta entre Marruecos y el fondo soberano de Catar. Según los informes, se valoró en $ 2 mil millones, y ambos socios contribuyeron con la misma financiación.
El volumen comercial de Marruecos y Catar se valoró en $ 70 millones en 2015.
En 2016, Catar ocupó el quinto lugar en inversión extranjera directa en Marruecos.

### Medios de comunicación
En 1981, Catar y Marruecos firmaron un acuerdo de medios que implicaba la cooperación y el intercambio de noticias y datos entre las organizaciones de medios de los dos países.
Marruecos fue seleccionado como anfitrión del programa de noticias del norte de África de Al Jazeera, Al-Hasad al-Magharibi, en 2006. Se lo consideró un lugar apropiado para la base de operaciones del programa debido a las indulgentes leyes de medios de Marruecos en relación con sus vecinos. A principios de 2008, las autoridades marroquíes rescindieron el permiso de la red para transmitir el programa en el país bajo el pretexto de tecnicismos. Luego retiraron la acreditación del periodista Hassan Rachidi en junio de 2008 cuando informó sobre un informe publicado por una organización de derechos humanos con sede en Marruecos. A esto le siguió la revocación de la acreditación de dos periodistas más en 2009 y, en octubre de 2010, las autoridades revocaron oficialmente la acreditación de todos los periodistas de Al Jazeera en Marruecos. El 29 de octubre, Marruecos anunció que cerraría todas las operaciones de Al Jazeera en el país. La razón principal citada por las autoridades fue el favoritismo percibido hacia la independencia del Sahara Occidental. Las relaciones bilaterales entre los dos países no se vieron afectadas por el incidente.
En una retransmisión de los Juegos Panárabes de 2011 por Al Kass Sports Channels, con sede en Catar, el mapa que se mostró en la pantalla representando los territorios de Marruecos no incluía el Sahara Occidental en disputa debido a un supuesto error técnico. A pesar de que Catar haya afirmado que reconoce la soberanía marroquí sobre el Sáhara Occidental, un grupo de piratas informáticos marroquíes lanzaron una operación llamada «Venganza marroquí», en la que atacarían sitios web pertenecientes al gobierno de Catar. La página de Facebook de la Copa Mundial de Fútbol de Catar 2022 y la página oficial de los Juegos Panárabes estuvieron dentro de los sitios web pirateados.

## Embajada de Marruecos
La embajada de Marruecos se encuentra en Doha.
- Embajador: Setri Mohamed.[21]

## Embajada de Catar
La embajada de Catar se encuentra en Rabat.
- Embajador: Fahd Ibrahim Al-Mana.[24]